# Червидоне II (Мачерата)
Червидоне II (итал. Cervidone II) насеље је у Италији у округу Мачерата, региону Марке.
Према процени из 2011. у насељу је живело 65 становника. Насеље се налази на надморској висини од 203 м.